# Campionato Europeo Supermoto 2008
Il Campionato Europeo Supermoto 2008 è stato disputato in concomitanza con il Campionato del Mondo Supermoto.
I campioni sono stati l'italiano Luca D'Addato (Honda) nella categoria Open e il giovane inglese Oliver Pope (KTM) nella categoria S3.
I titoli costruttori sono andati rispettivamente a Honda e KTM.

## Gare del 2008
|   | Paese   | Località                 | Data       |
| 1 | Italia  | Torino                   | 13 aprile  |
| 2 | Italia  | Castelletto di Branduzzo | 25 maggio  |
| 3 | Spagna  | Valladolid               | 22 giugno  |
| 4 | Italia  | Olbia                    | 13 luglio  |
| 5 | Austria | Greinbach                | 24 agosto  |
| 6 | Andorra | Pas De La Casa           | 31 agosto  |
| 7 | Italia  | Busca                    | 5 ottobre  |
| 8 | Grecia  | Salonicco                | 19 ottobre |

## Open

### Classifica finale Piloti Open (Top 8)
| Pos | Pilota                | Moto/Team                   | ITA 1 | ITA 2 | EUR 1 | EUR 2 | SPA 1 | SPA 2 | SAR 1 | SAR 2 | AUT 1 | AUT 2 | AND 1 | AND 2 | ADM 1 | ADM 2 | GRE 1 | GRE 2 | Punti |
| --- | --------------------- | --------------------------- | ----- | ----- | ----- | ----- | ----- | ----- | ----- | ----- | ----- | ----- | ----- | ----- | ----- | ----- | ----- | ----- | ----- |
| 1   | Luca D'Addato         | Honda TDS                   | 11    | 13    | 5     | 4     | 1     | 5     | 3     | 4     | 1     | 6     | 3     | 1     | 3     | 2     | 1     | 1     | 308   |
| 2   | Heino Meusburger      | Yamaha Keller Motos         | 4     | 2     | 3     | 1     | 5     | 3     | 7     | 3     | 5     | 5     | 5     | 5     | 7     | 10    | 3     | 2     | 286   |
| 3   | Edgardo Borella       | KTM Italia Miglio Racing    | 7     | 6     | 7     | 5     | 3     | 1     | 4     | 6     | 19    | 3     | 1     | 13    | 4     | 6     | 2     | 3     | 267   |
| 4   | Alberto Dall'Era      | KTM Italia Miglio Racing    | 6     | 3     | 6     | 3     | 6     | 6     | 5     | 9     | 9     | 8     | 2     | 2     | 2     | 4     | 10    | 13    | 256   |
| 5   | Alessandro Tognaccini | Aprilia V2 Racing           | 13    | 4     | 2     | 2     | 4     | 4     | 1     | 2     | 22    | 29    | 6     | 4     | 6     | 5     |       |       | 217   |
| 6   | Luca De Angelis       | Husaberg Bikers Racing Team | rit.  | 17    | 8     | 17    | 9     | 7     | 9     | 8     | 8     | 12    | 4     | 3     | 14    | 9     | 4     | 4     | 187   |
| 7   | Victor Bolsec         | Honda Motec                 | 1     | 9     | 1     | 7     |       |       |       |       | 2     | 1     |       |       | 10    | 7     |       |       | 148   |
| 8   | Uros Nastran          | Husqvarna Zupin Moto-Sport  | 8     | rit.  | 12    | 11    |       |       | 11    | 7     | 3     | 2     |       |       | 5     | 3     |       |       | 134   |
| Pos | Pilota                | Moto/Team                   | ITA 1 | ITA 2 | EUR 1 | EUR 2 | SPA 1 | SPA 2 | SAR 1 | SAR 2 | AUT 1 | AUT 2 | AND 1 | AND 2 | ADM 1 | ADM 2 | GRE 1 | GRE 2 | Punti |

### Classifica finale Costruttori Open
| Pos | Costruttore     | Nazione  | ITA 1 | ITA 2 | EUR 1 | EUR 2 | SPA 1 | SPA 2 | SAR 1 | SAR 2 | AUT 1 | AUT 2 | AND 1 | AND 2 | ADM 1 | ADM 2 | GRE 1 | GRE 2 | Punti |
| --- | --------------- | -------- | ----- | ----- | ----- | ----- | ----- | ----- | ----- | ----- | ----- | ----- | ----- | ----- | ----- | ----- | ----- | ----- | ----- |
| 1   | Honda           | Giappone | 1     | 5     | 1     | 4     | 7     | 8     | 3     | 4     | 1     | 1     | 3     | 1     | 3     | 2     | 1     | 1     | 336   |
| 2   | KTM             | Austria  | 3     | 3     | 6     | 3     | 3     | 1     | 4     | 6     | 4     | 3     | 1     | 2     | 2     | 4     | 2     | 3     | 320   |
| 3   | Aprilia         | Italia   | 13    | 4     | 2     | 2     | 4     | 4     | 1     | 1     | 6     | 4     | 6     | 4     | 1     | 1     | 11    | 12    | 291   |
| 4   | Yamaha          | Giappone | 4     | 2     | 3     | 1     | 5     | 3     | 7     | 3     | 5     | 5     | 5     | 5     | 7     | 10    | 3     | 2     | 286   |
| 5   | Suzuki          | Giappone | 2     | 1     | 13    | 8     | 2     | 2     | 6     | 5     | 7     | 9     | 8     | 11    | 13    | 15    | 8     | 6     | 234   |
| 6   | Husqvarna       | Italia   | 8     | 8     | 10    | 11    |       |       | 11    | 7     | 3     | 2     |       |       | 5     | 3     |       |       | 149   |
| 7   | Husaberg        | Svezia   | 9     | 12    |       |       | 8     | 11    |       |       | 30    | 15    | 4     | 3     | 14    | 9     | 4     | 4     | 143   |
| 8   | Kawasaki        | Giappone | 14    |       | 15    | 15    |       |       | 20    |       |       |       | 21    | 9     | 9     | 11    |       |       | 54    |
| 9   | Benelli         | Italia   |       |       |       |       | 1     | 5     |       |       |       |       |       |       |       |       |       |       | 41    |
| 10  | TM              | Italia   | 20    | 26    | 19    | 14    |       |       |       |       |       |       |       |       |       |       |       |       | 30    |
| 11  | WRM Motorcycles | Italia   |       |       |       |       |       |       | 15    | 11    |       |       |       |       |       |       |       |       | 16    |
| Pos | Costruttore     | Nazione  | ITA 1 | ITA 2 | EUR 1 | EUR 2 | SPA 1 | SPA 2 | SAR 1 | SAR 2 | AUT 1 | AUT 2 | AND 1 | AND 2 | ADM 1 | ADM 2 | GRE 1 | GRE 2 | Punti |

## S3

### Classifica finale Piloti S3 (Top 3)
sql. = squalifica
| Pos | Pilota             | Moto/Team              | ITA 1 | ITA 2 | EUR 1 | EUR 2 | SPA 1 | SPA 2 | SAR 1 | SAR 2 | AUT 1 | AUT 2 | AND 1 | AND 2 | ADM 1 | ADM 2 | GRE 1 | GRE 2 | Punti |
| --- | ------------------ | ---------------------- | ----- | ----- | ----- | ----- | ----- | ----- | ----- | ----- | ----- | ----- | ----- | ----- | ----- | ----- | ----- | ----- | ----- |
| 1   | Oliver Pope        | KTM Trevor pope KTM UK | 3     | 2     | 1     | 1     | 1     | 2     | 2     | 2     | 2     |       | 1     | 1     | 1     | 3     | 1     | 2     | 347   |
| 2   | Olivier Scheen     | Suzuki Rigo Racing     | 4     | 1     | 2     | 2     | 2     | 1     | 3     | 1     | 3     |       | sql.  | 2     | 3     | 1     | 2     | 1     | 313   |
| 3   | Alessandro Asnicar | Yamaha Censi Moto      | 1     | 3     | 3     | 4     | 3     | 3     | 4     | 4     | 1     |       | 2     | 3     | 4     | 4     |       |       | 262   |
| Pos | Pilota             | Moto/Team              | ITA 1 | ITA 2 | EUR 1 | EUR 2 | SPA 1 | SPA 2 | SAR 1 | SAR 2 | AUT 1 | AUT 2 | AND 1 | AND 2 | ADM 1 | ADM 2 | GRE 1 | GRE 2 | Punti |

### Classifica finale Costruttori S3
| Pos | Costruttore | Nazione  | ITA 1 | ITA 2 | EUR 1 | EUR 2 | SPA 1 | SPA 2 | SAR 1 | SAR 2 | AUT 1 | AUT 2 | AND 1 | AND 2 | ADM 1 | ADM 2 | GRE 1 | GRE 2 | Punti |
| --- | ----------- | -------- | ----- | ----- | ----- | ----- | ----- | ----- | ----- | ----- | ----- | ----- | ----- | ----- | ----- | ----- | ----- | ----- | ----- |
| 1   | KTM         | Austria  | 3     | 2     | 1     | 1     | 1     | 2     | 1     | 2     | 2     |       | 1     | 1     | 1     | 3     | 1     | 2     | 350   |
| 2   | Suzuki      | Giappone | 4     | 1     | 2     | 2     | 2     | 1     | 3     | 1     | 3     |       | sql.  | 2     | 3     | 1     | 2     | 1     | 313   |
| 3   | Yamaha      | Giappone | 1     | 3     | 3     | 4     | 3     | 3     | 4     | 4     | 1     |       | 2     | 3     | 4     | 4     |       |       | 262   |
| 4   | Honda       | Giappone | 5     | 6     | 5     | 3     | 4     | 4     |       |       | 4     |       |       |       | 2     | 2     |       |       | 165   |
| 5   | Husqvarna   | Italia   | 2     | 4     | 8     | 5     | 5     | 5     | 6     | 6     | 6     |       |       |       |       |       |       |       | 146   |
| 6   | Kawasaki    | Giappone | 9     | 5     | 4     | 8     |       |       |       |       |       |       |       |       | 5     | 5     |       |       | 91    |
| Pos | Costruttore | Nazione  | ITA 1 | ITA 2 | EUR 1 | EUR 2 | SPA 1 | SPA 2 | SAR 1 | SAR 2 | AUT 1 | AUT 2 | AND 1 | AND 2 | ADM 1 | ADM 2 | GRE 1 | GRE 2 | Punti |